# Тошовский, Йозеф
Йозеф Тошовский (чеш. Josef Tošovský; род. 28 августа 1950, Наход, Чехословакия) — финансист и государственный деятель Чехии. Председатель Государственного банка Чехословакии (1989—1992) и Национального банка Чехии (1993—1997 и 1998—2000). Премьер-министр Чешской республики (1998).

## Банкир
Окончил Высшую экономическую школу в Праге по специальности «внешняя торговля» (1973). С 1973 работал в Государственном банке Чехословакии, проходил стажировку в Великобритании (1977) и Франции (1980). В 1984—1985 — экономист филиала чехословацкого «Живностенска банка» в Лондоне. В 1985—1989 — помощник председателя Государственного банка Чехословакии. В 1989 недолго был заместителем директора филиала «Живностенска банка» в Лондоне.
В конце 1989 года после бархатной революции был назначен председателем Государственного банка Чехословакии. После раздела страны на Чехию и Словакию стал председателем Национального банка Чешской республики. Имеет почётные звания «Центрального банкира года» (1993) «Европейского менеджера года» (1994), «Европейского банкира года» (1996).

## Премьер-министр
Во время политического кризиса 1997 президент Вацлав Гавел предложил беспартийному Тошовскому возглавить правительство страны. Назначен премьер-министром 17 декабря 1997, покинул свой пост 15 июля 1998, вернувшись в Национальный банк после досрочных парламентских выборов. В состав его правительства входили 6 беспартийных министров и 10 представителей трёх правоцентристских партий (Гражданской демократической партии (ГДП), Гражданского демократического альянса и Христианско-демократического союза — Чехословацкой народной партии). При этом министры-члены ГДП вошли в правительство без санкции своей партии и вышли из её рядов, образовав Союз свободы. Парламентское большинство правительство Тошовского получило лишь с помощью Социал-демократической партии, которая поддержала его, учитывая, что оно просуществует только до парламентских выборов 1998.
Основными задачами своего правительства считал реализацию политики, направленной на скорейшую интеграцию Чехии в НАТО, борьбу с коррупцией в государственном аппарате, уголовной и экономической преступностью.
Правительство Тошовского отказалось удовлетворить требование Чешско-моравской конфедерации профессиональных союзов (ЧМКП) о 20%-ном повышении зарплаты сотрудников бюджетной сферы, что привело к однодневной предупредительной забастовке.

## Деятельность после 2000 года
С 2000 — руководитель Института финансовой стабильности Банка международных расчетов в Базеле (Швейцария).
В 2007 газета Mlada fronta dnes опубликовала информацию о том, что Йозеф Тошовский до «бархатной революции» сотрудничал со службой безопасности Чехословакии — StB. Однако передача информации в StB входила в его перечень служебных обязанностей во время работы в Государственном банке, поэтому он не подвергся ограничению в правах в рамках люстрации.

## Кандидат на пост директора-распорядителя МВФ
В августе 2007 министерство финансов России выдвинуло кандидатуру Йозефа Тошовского на пост директора-распорядителя Международного валютного фонда. В сообщении министерства он был назван «широко известным специалистом в области макроэкономического управления и финансовой политики». Министерство финансов России считает, что «располагая серьёзным практическим опытом в области международного экономического сотрудничества, являясь общепризнанным специалистом в вопросах финансовой стабильности, он — отличный кандидат на пост директора-распорядителя».
Сам Тошовский согласился с выдвижением своей кандидатуры. В то же время министр финансов Чехии Мирослав Калоусек заявил, что его страна не поддерживает кандидатуру Тошовского и «будет руководствоваться рекомендациями совета министров финансов и экономики государств-членов ЕС», который выдвинул кандидатом на этот пост Доминика Стросс-Кана. В том же году Стросс-Кан стал директором-распорядителем МВФ, таким образом, выдвинутая Россией кандидатура Тошовского не получила поддержки, достаточной для избрания.